# Mars 1754
Cette page présente les faits marquants du mois de mars 1754.

## Événements
- 16 mars : début du ministère whig du Thomas Pelham-Holles, duc de Newcastle, Premier ministre du Royaume-Uni (fin en 1756)[1].